# Örevattnet, Bohuslän
Örevattnet är en sjö i Uddevalla kommun i Bohuslän och ingår i Göta älvs huvudavrinningsområde. Örevattnet ligger i Bredfjället Natura 2000-område.